# Miquel Tarradell
Miquel Tarradell i Mateu (Barcelona, 1920-Barcelona, 1995) fue un arqueólogo y prehistoriador, especialista en el mundo púnico, ibérico y romano.

## Biografía
Miquel Tarradell fue primero arqueólogo en el Marruecos Español, donde profundizó en la historia antigua de Mauritania Tingitana, tanto en época romana como púnica, y después pasó a ejercer la docencia en España, centrándose a partir de ese momento en temas arqueológicos de España.
En 1950 publicó El Periplo de Hannón y los lixitas, en Mauritania, n.º 268. Como arqueólogo excavó en la ciudad de Lixus, publicando en 1959, Lixus: historia de la ciudad, guía de las ruinas y de la sección de Lixus del Museo Arqueológico de Tetuán. En 1960 publicó el Marruecos púnico y en 1962 con Luis Pericot García) publicó un Manual de prehistoria africana. También se interesó por la ciudad romana de Tamuda, que se excavó entre 1949 y 1955, publicando un panorama general de la excavación en 1956.
Durante su estancia en Marruecos como directos del Servicio de Arqueología del protectorado, en el año 1952, contrajo matrimonio con Matilde Font Sariols, que había sido una compañera de estudios y que pasó a ser su más estrecha colaboradora en todas sus investigaciones. Además, organizó y publicó el I Congreso Arqueológico del Marruecos Español en Tetuán en 1953.
Se doctoró en Filosofía y Letras. Fue discípulo de Francesc Soldevila, Jordi Rubió y Pere Bohigas en los Estudios Universitarios Catalanes. Fue uno de los fundadores en 1946 de la revista clandestina de cultura catalana Ariel. 
Dirigió el Servicio de Investigaciones Arqueológicas de Granada y el Servicio de Arqueología del protectorado español en Marruecos. En esta época realizó importantísimas excavaciones en el yacimiento romano de Lixus. Fue catedrático de Arqueología en las Universidades de Valencia en 1956 donde creó la revista Papeles del Laboratorio de Arqueología de Valencia y Barcelona, donde fue catedrático de Arqueología, Epigrafía y Numismática, desde 1970.
Durante su estancia en Valencia trabajó en los yacimientos romanos e ibéricos de la Comunidad Valenciana, junto a otros arqueólogos universitarios como Luis Pericot, Enric A. Llobretat y Gabriela Martín Ávila, y colaboró con el SIP junto a Domingo Fletcher y Enrique Pla. Muy comprometido en la recuperación de las libertades democráticas y con la cultura catalana, apoyó desde primera hora al cantante Raimon. Fue galardonado con el Premio de Honor de las Letras Catalanas en 1977. Fue también miembro del Comité Permanente de la Asociación Internacional de Ciencias Prehistóricas y asesor del Consejo de Arqueología de la Generalidad de Cataluña y director de la revista de Historia en catalán Fonaments.
Sus ideas nacionalistas radicales impregnaron su obra. Durante un homenaje que recibió el 22 de agosto de 1991, Joan Francesc Mira afirmó que una de las conclusiones de sus trabajos era que el marco geográfico de los Países Catalanes ya tenía una personalidad histórica definida antes de la llegada de Roma. En ese mismo acto Jordi Carbonell afirmó que era un forjador de ideología y lo puso a la altura de otras personalidades del nacionalismo pancatalanista como Manuel de Pedrolo, Alexandre Cirici, Joan Fuster o Joan Triadú.
Miembro de la Real Academia de las Buenas Letras de Barcelona, formó parte del Patronato de la nueva Revista de Catalunya y de la Asociación de Escritores en Lengua Catalana.
Como homenaje se le dedicó un Instituto de Educación Secundaria del barrio de El Raval en Barcelona (IES Miquel Tarradell)

## Obras
- Lixus: historia de la ciudad, guía de las ruinas y de la sección de Lixus del Museo Arqueológico de Tetuán. Tetuán: Instituto Muley El-Hasan, 1959.
- Marruecos púnico. Tetuán: Cremades, 1960.
- Manual de prehistoria africana. (con Luis Pericot García). Madrid: Instituto de Estudios Africanos, 1962.
- Las raíces de Cataluña. Barcelona: ed. Vicens-Vives, 1962.
- El País Valenciano, del neolítico a la iberización. València: Universitat de València, 1963.
- La necrópolis de "Son Real" y la "Illa dels Porros": Mallorca. Madrid: Ministerio de Educación Nacional, 1964.
- Història del País Valencià I, Ed. 62, Valencia, 1968.
- Arte romano en España , en colaboración con Luis Pericot. Barcelona: ed. Polígrafa, 1969.
- El arte griego y romano. Barcelona: ed. Salvat / Madrid: Alianza ed., 1972.
- Pollentia I, excavaciones en Sa Portella, Alcudia. (Amb Antonio Arribas i Daniel E. Wood). Madrid: Ministerio de Educación y Ciencia, 1973.
- Terracotas púnicas de Ibiza. Barcelona: Gustavo Gili, 1974.
- Imagen del arte ibérico. Barcelona: ed. Polígrafa, 1977.
- Historia de Alcudia. (Con Antoni Arribas y Guillem Rosselló). Alcudia: Ayuntamiento de Alcudia, 1978.
- Primeras culturas e Hispania romana, en Historia de España de Manuel Tuñón de Lara, vol. 1. (con Julio Mangas). Barcelona: ed. Labor, 1980.